# Arcidiocesi di Brasilia
L'arcidiocesi di Brasilia (in latino Archidioecesis Brasiliapolitana) è una sede metropolitana della Chiesa cattolica in Brasile. Nel 2023 contava 2.138.000 battezzati su 3.113.000 abitanti. È retta dall'arcivescovo cardinale Paulo Cezar Costa.

## Territorio
L'arcidiocesi comprende il Distretto Federale brasiliano.
Sede arcivescovile è la città di Brasilia, dove si trova la cattedrale di Nostra Signora Aparecida (Nossa Senhora Aparecida).
Il territorio si estende su una superficie di 5.814 km² ed è suddiviso in 156 parrocchie.

### Provincia ecclesiastica
La provincia ecclesiastica di Brasilia, istituita nel 1966, comprende tre suffraganee nello Stato brasiliano di Goiás:
- diocesi di Formosa
- diocesi di Luziânia
- diocesi di Uruaçu

## Storia
La diocesi di Brasilia fu eretta il 16 gennaio 1960 con la bolla Quandoquidem nullum di papa Giovanni XXIII, ricavandone il territorio dall'arcidiocesi di Goiânia. Originariamente era immediatamente soggetta alla Santa Sede.
L'11 aprile 1962, con la lettera apostolica Evangelii praeconum, lo stesso Giovanni XXIII ha proclamato la Beata Maria Vergine Immacolata, nota in portoghese con il nome di Nossa Senhora da Conceiçao Aparecida, patrona principale dell'arcidiocesi, e San Giovanni Bosco patrono secondario.
L'11 ottobre 1966 è stata elevata al rango di arcidiocesi metropolitana con la bolla De Brasiliani populi di papa Paolo VI.

## Cronotassi dei vescovi
Si omettono i periodi di sede vacante non superiori ai 2 anni o non storicamente accertati.
- José Newton de Almeida Baptista † (12 marzo 1960 - 15 febbraio 1984 ritirato)
- José Freire Falcão † (15 febbraio 1984 - 28 gennaio 2004 ritirato)
- João Braz de Aviz (28 gennaio 2004 - 4 gennaio 2011 nominato prefetto della Congregazione per gli istituti di vita consacrata e le società di vita apostolica)
- Sérgio da Rocha (15 giugno 2011 - 11 marzo 2020 nominato arcivescovo di San Salvador di Bahia)
- Paulo Cezar Costa, dal 21 ottobre 2020

## Statistiche
L'arcidiocesi nel 2023 su una popolazione di 3.113.000 persone contava 2.138.000 battezzati, corrispondenti al 68,7% del totale.
| anno | popolazione | popolazione | popolazione | presbiteri | presbiteri | presbiteri | presbiteri                | diaconi | religiosi | religiosi | parrocchie |
| anno | battezzati  | totale      | %           | numero     | secolari   | regolari   | battezzati per presbitero | diaconi | uomini    | donne     | parrocchie |
| ---- | ----------- | ----------- | ----------- | ---------- | ---------- | ---------- | ------------------------- | ------- | --------- | --------- | ---------- |
| 1966 | 285.000     | 300.000     | 95,0        | 70         | 14         | 56         | 4.071                     |         | 64        | 270       | 26         |
| 1970 | 522.500     | 550.000     | 95,0        | 81         | 15         | 66         | 6.450                     | 1       | 117       | 336       | 28         |
| 1976 | 720.000     | 800.600     | 89,9        | 102        | 21         | 81         | 7.058                     |         | 114       | 360       | 40         |
| 1980 | 864.000     | 889.000     | 97,2        | 110        | 26         | 84         | 7.854                     |         | 124       | 402       | 45         |
| 1990 | 1.557.405   | 1.832.242   | 85,0        | 138        | 38         | 100        | 11.285                    | 2       | 156       | 400       | 55         |
| 1999 | 1.441.000   | 1.802.000   | 80,0        | 232        | 103        | 129        | 6.211                     | 15      | 217       | 382       | 99         |
| 2000 | 1.460.000   | 1.825.000   | 80,0        | 253        | 139        | 114        | 5.770                     | 15      | 211       | 325       | 101        |
| 2001 | 1.573.240   | 2.043.169   | 77,0        | 237        | 125        | 112        | 6.638                     | 19      | 179       | 327       | 106        |
| 2002 | 1.573.240   | 2.043.169   | 77,0        | 239        | 130        | 109        | 6.582                     | 22      | 211       | 457       | 111        |
| 2003 | 1.400.056   | 2.051.146   | 68,3        | 249        | 129        | 120        | 5.622                     | 29      | 220       | 492       | 114        |
| 2004 | 1.417.181   | 2.064.553   | 68,6        | 249        | 131        | 118        | 5.691                     | 22      | 232       | 504       | 116        |
| 2006 | 1.417.181   | 2.064.553   | 68,6        | 281        | 139        | 142        | 5.043                     | 36      | 235       | 432       | 118        |
| 2012 | 1.555.000   | 2.267.000   | 68,6        | 312        | 184        | 128        | 4.983                     | 71      | 211       | 428       | 129        |
| 2015 | 1.925.310   | 2.852.372   | 67,5        | 331        | 192        | 139        | 5.816                     | 99      | 195       | 425       | 139        |
| 2018 | 2.040.445   | 3.039.444   | 67,1        | 324        | 193        | 131        | 6.297                     | 98      | 193       | 371       | 147        |
| 2020 | 2.071.000   | 3.015.268   | 68,7        | 356        | 217        | 139        | 5.817                     | 101     | 264       | 360       | 150        |
| 2022 | 2.125.000   | 3.094.325   | 68,7        | 390        | 249        | 141        | 5.448                     | 93      | 264       | 335       | 154        |
| 2023 | 2.138.000   | 3.113.000   | 68,7        | 273        | 128        | 145        | 7.831                     | 93      | 266       | 318       | 156        |